# كناري أصفر

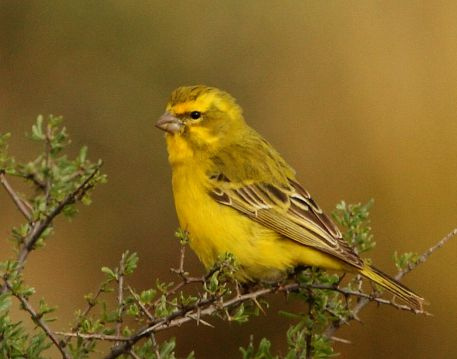

كناري أصفر (الاسم العلمي: Serinus flaviventris) (بالإنجليزية: Yellow Canary)‏، هو طائر ينتمي إلى (فصيلة: Fringillidae).